# PGC 1544370
LEDA/PGC 1544370 ist eine Spiralgalaxie vom Hubble-Typ Sc im Sternbild Löwe auf der Ekliptik, die schätzungsweise 981 Millionen Lichtjahre von der Milchstraße entfernt ist. Im selben Himmelsareal befinden sich u. a. die Galaxien NGC 3764, NGC 3768, NGC 3790, NGC 3803.